# Буссе, Карл
Карл Герман Буссе (нем. Carl Hermann Busse; 12 ноября 1872, Линденштадт, провинция Позен, Германия, ныне в составе Мендзыхуда, Польша — 3 декабря 1918, Берлин) — немецкий поэт, прозаик и литературный критик. Публиковался также под псевдонимом Фриц Дёринг (нем. Fritz Döring).

## Биография
Окончив гимназию в Вонгровице, в 1893 г. обосновался в Берлине. Входил в группу молодых поэтов вокруг Франца Эверса, вместе с Эверсом выступил инициатором появления в 1892 г. коллективного сборника пяти молодых поэтов «Симфония» (нем. Symphonie). В 1895 г. составил антологию «Новая немецкая поэзия» (нем. Neuere deutsche Lyrik).
С 1894 г. учился в Берлинском университете, в 1898 г. под руководством Вольфганга Гольтера защитил в Ростокском университете диссертацию доктора филологии, посвящённую поэзии Новалиса (в том же году вышла отдельным изданием в Оппельне). После этого работал в различных берлинских изданиях как журналист и редактор.
Напечатал начиная с 1892 г. несколько десятков стихотворных и прозаических произведений. Важнейшей темой прозы Буссе была борьба между немцами и поляками в провинции Позен, из которой он был родом: эту борьбу Буссе понимал как противостояние двух национальных культур — более высокой и более низкой. Особенно известна повесть Буссе «Гимназия в Ленгово» (нем. Das Gymnasium zu Lengowo; 1907), главные положительные герои которой — учителя, навязывающие немецкий язык и немецкие обычаи польским школьникам. Опубликовал также ряд книг о поэзии, в том числе «Историю немецкой поэзии в XIX веке» (нем. Geschichte der deutschen Dichtung im neunzehnten Jahrhundert; 1901), двухтомную «Историю мировой литературы» (нем. Geschichte der Weltliteratur; 1910—1913), книги об Аннетте фон Дросте-Хюльсхофф (1903) и Конраде Фердинанде Мейере (1906).
Стихи Буссе положены на музыку Максом Регером, Генрихом Каспаром Шмидом и Хансом Пфицнером.
В 1903 году он работал на кёльнского производителя шоколада Людвига Штолльверка, сочиняя тексты для коллекционных картинок. Среди других авторов были поэтесса Анна Нун-Риттер, поэт «Т. Реза» (Греэ Тереза), зоолог Пауль Мачи, Ганс Эшельбах, журналист Юлиус Роденбург, писатель Йозеф фон Лауфф и писатель Густав Фальке.
В 1916 году вступил в германский Ландштурм, участвовал в военных действиях. Умер во время эпидемии «испанского гриппа».
Вдова Буссе продолжала жить в его собственном доме на улице Хайдештрассе в берлинском районе Штеглиц. В 1923 году она сдала первый этаж своего дома Францу Кафке, попытавшемуся изменить свою жизнь и обосноваться в Берлине со своей юной возлюбленной Дорой Диамант; Кафка при этом представился химиком по фамилии Кезборер (нем. Kaesbohrer — дословно «сыробур», тот, кто делает в сыре дырки). В 1931 г. Хайдештрассе была переименована в честь Буссе.